# Крутий горизонт
Крутий горизонт — радянський художній фільм про шахтарів Донбасу режисера Василя Ілляшенка, знятий 1970 року. Директор картини: Олексій Ярмольський.
Прем'єра фільму відбулася 8 листопада 1971 року.

## Сюжет
На одну з вугільних шахт Донбасу призначено нового директора. Його своєрідний метод керівництва — постійні догани та дика штурмівщина — закономірно призводить до аварії.

## У ролях
- Борис Зайденберг — Костенко (директор шахти)
- Микола Тимофєєв — Петро Матвійович
- Тетяна Конюхова — Анна
- Леонід Бакштаєв — Іван
- Олексій Кузнєцов
- Олександр Гай
- Ірина Терещенко

## Знімальна група
- Режисер — Василь Ілляшенко
- Сценарист — Євген Онопрієнко
- Оператор — Кирило Роміцин
- Композитор — Євген Зубцов
- Директор фільму — Олексій Ярмольський